# Шахтар (Торез)
Шахтар — радянський футбольний клуб з Тореза. Заснований в 1946 році. Востаннє згадується в 1970 році.

## Назви
- 1946—1964 — «Шахтар» (Чистякове);
- 1964 — 1970  — «Шахтар» (Торез).

## Досягнення
- У другій лізі — 19 місце (в зональному фіналі класу «Б» — 1969 рік).
- У кубку СРСР — поразка в 1/4 зонального фіналу (1966/67).

## Відомі гравці
- Дрозденко Олексій Митрофанович
- Шаличев Віталій Семенович
- Будаєв Фелікс Михайлович